# Maaninka

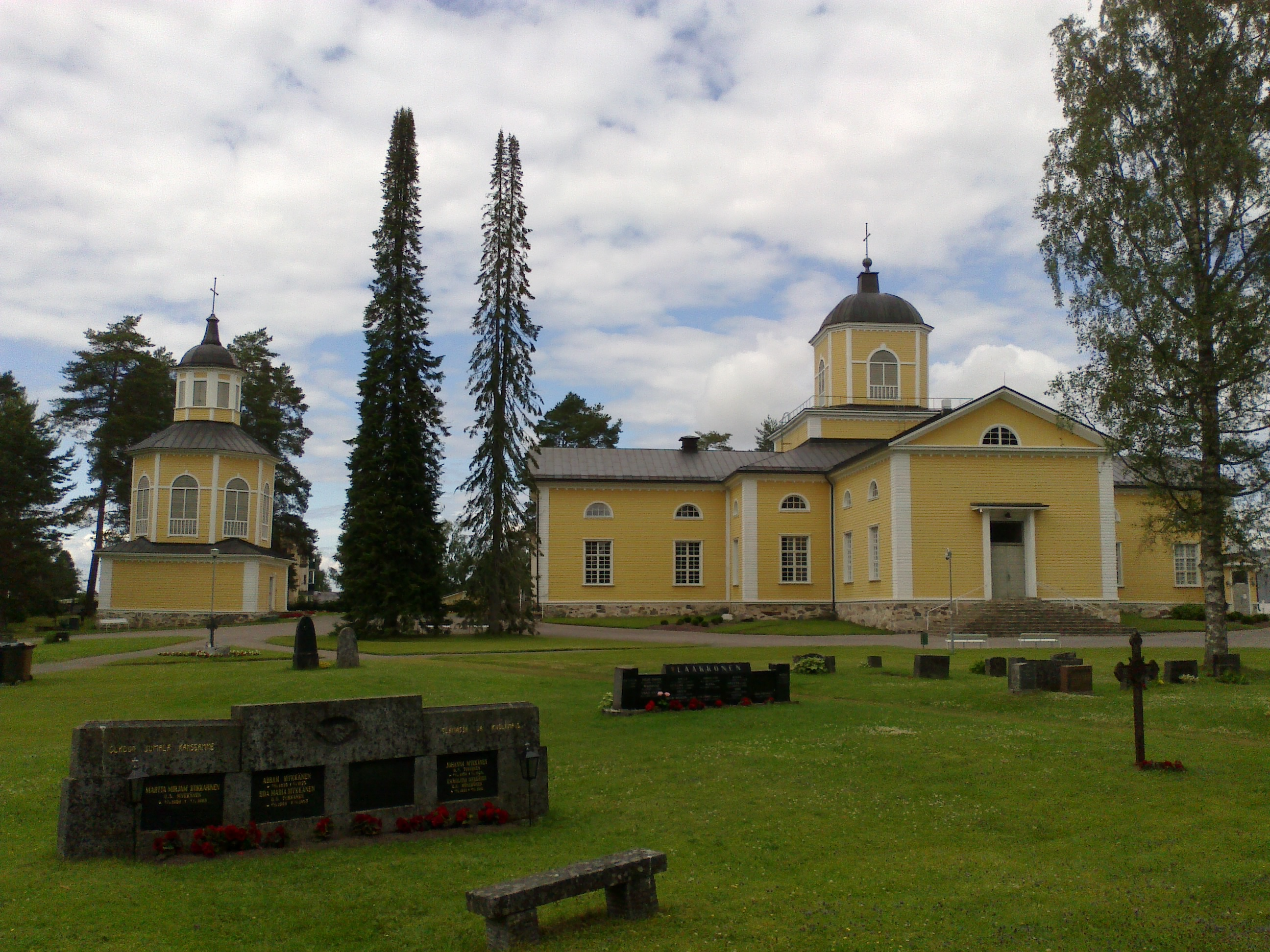
Chiesa luterana di Maaninka

Maaninka (in svedese Maninga) è stato un comune finlandese di 3 841 abitanti (dato 2012), situato nella regione del Savo Settentrionale. Il 1º gennaio 2015 fu aggregato a Kuopio.